# 颶風奧蒂斯 (2005年)
颶風奧蒂斯（英語：Hurricane Otis）是一個中等強度的颶風，一度威脅下加利福尼亞半島，但在登陸前消散。奧蒂斯在2005年9月28日於墨西哥西部近岸發展，來自非洲西岸的东风波，它在前幾週橫過大西洋。在9月29日達到熱帶風暴標準後，風暴大部分時間大致向西北方移動。它最終達到萨菲尔-辛普森飓风等级的二級最高強度，隨後便開始減弱。風暴在10月3日減弱為熱帶低氣壓，在10月5日於南下加利福尼亞州近岸完全消散。在半島的人們均完成有關風暴的防災措施；當地收到熱帶氣旋警告，並開設許多避難所。然而，風暴的影響微乎其微，並且僅限於強陣風和降雨，並無產生重大損害。

## 氣象歷史
颶風奧蒂斯的起源相信是在9月9日從非洲西岸出現的东风波。東風波向西移動橫過大西洋，在9月17日生成第十七號熱帶低氣壓。東風波的南部繼續向西移動，在9月22日進入東太平洋。隨著東風波進入類似季風的環境，對流在9月23日增加。在墨西哥海岸附近有一個與東風波相關的混亂雲層和雷暴區域，已持續了數天，但由於風切變較強且及系統頗為靠近陸地，即使有任何短期的熱帶氣旋發展，預計亦不會在短時間內發生。9月27日，它開始顯示出組織的跡象；國家颶風中心指出在第二天內有熱帶氣旋發展的可能性。據估計，該系統在9月28日凌晨0時於墨西哥曼萨尼约以南約230公里處成為熱帶低氣壓。
低氣壓緩慢向西南移動，並變得更有組織，但深層對流的覆蓋範圍減小。9月28日晚上，低氣壓已接近熱帶風暴標準；它在9月29日上午6時轉向西北移動，達到風力時速64公里，並獲命名為奧蒂斯（Otis）。當晚風切變逐漸緩和，條件變得更加有利風暴缯強。對流幾乎完全包裹在中心的四周，9月3日早上，奧蒂斯獲升級為萨菲尔-辛普森飓风等级中的一級颶風。此後不久，風暴出現一粗糙的風眼特徵；隨著它進入卡波聖盧卡斯的气象雷达範圍，風眼很快變得更清晰。
奧蒂斯逐漸進入較冰冷的海水，但國家颶風中心在其關於該系統的一次討論中指出環境仍然溫暖，足以支持更強風暴。颶風繼續向西北方漂移，在10月1日早上颶風達到二級標準的最高強度。當時其最大持续风速為每小時165公里，最低氣壓為970毫巴（百帕；28.64英寸汞柱）。然而在數小時後，它受西南風切變和乾空氣影響而開始減弱。與颶風有關的雲系格局在10月2日退化，環流中心與對流活動分離。由於引導氣流較弱，奧蒂斯減弱為熱帶風暴並向西北偏北方漂移。在越來越冷的水域，颶風在10月3日進一步減弱為熱帶低氣壓，其底層雲組成一小漩渦。第二天，它變為一殘留低氣壓區。該系統突然轉向東南方並與下加利福尼亞半島海岸平行地漂移，直到10月5日消散。

## 防災措施和影響
9月30日，首批熱帶氣旋警告在下加利福尼亞半島東西兩岸部分地區發布，上述地區接獲熱帶風暴警告和颶風觀察預警。幾天來，墨西哥政府不斷調整和修改這些警告，並在10月1日向加利福尼亞州西岸從阿瓜布蘭卡（Agua Blanca）到聖安德烈斯托（San Andresito）發布颶風警告。10月2日，半島東岸的所有觀察預警和警告均取消，剩餘的警告也在翌日解除。預計將出現強風和強降雨。
在風暴來臨前，南下加利福尼亞州州長納西索·阿吉迪茲·蒙塔托，為科蒙都、洛雷托和穆萊赫聘請應急人員。大約700個家庭逃往卡波聖盧卡斯的避難所；在其他地方，另有200個家庭從聖荷西得卡波撤離。米拉弗洛雷斯和聖地亞哥的部分居民亦離開家園。阿吉迪茲要求士兵前往馬格達萊納島和聖瑪格麗塔島（Santa Margarita Island）為暴風雨做準備。墨西哥的五個社區，包括卡波聖盧卡斯，宣布進入緊急狀態。當局在整個地區開設許多庇護所，在某些地方，警察逐家逐戶拍門，要求居民離開。雖然機場仍然開放，但由於風暴的威脅，卡波聖盧卡斯港口已經關閉。
雖然奧蒂斯的中心仍在海上，但下加利福尼亞州南部的部分海拔較高地區接獲熱帶風暴強度的大風報告。在卡波聖盧卡斯，一自動氣象站在9月30日錄得每小時101公里的陣風，以及每小時79公里的持續風速。在風暴經過時，暴雨和晴朗的天氣同時出現。儘管一些媒體報導稱該風暴導致下加利福尼亞半島南部部分地區發生水災，但未任何損失或傷亡的報導。「福倫丹」（Volendam）和「哈耳摩尼亞星」（Star Harmonia）兩艘船分別在10月3日和10月1日報告，在離岸出現與風暴相關，達熱帶風暴強度的大風。